# Marianela (ópera)
Marianela es una ópera en tres actos, con libreto de Serafín y Joaquín Álvarez Quintero, y música del maestro Jaime Pahissa. La obra se estrenó el 31 de marzo de 1923 en el Gran Teatro del Liceo. La historia está basada en la novela homónima de Benito Pérez Galdós.

## Contexto
Durante de la década de 1920, el entorno musical en el que se encontraba Pahissa estaba influenciado por sonidos de los grandes compositores del posromanticismo como Wagner y Strauss. Recordemos que durante los primeros años del siglo XX la ópera posromanticisita goza de gran éxito en el territorio mediterráneo, sin embargo, muchos de los centros culturales y musicales de esta época también estaban influenciados por las nuevas vanguardias dodecafónicas de Schönberg. En algunas obras del compositor catalán podemos ver grandes similitudes con cualesquiera de estas vertientes musicales. Sin embargo, en la composición de Marianela, Pahissa recurrió a un estilo más personal, lo que implica que la melodía cobra gran importancia, sin dejar de lado las grandes orquestaciones y las dotes compositivas de un especialista en la música sinfónica. A pesar de todo, la obra tiene algunos elementos comunes con el estilo que imperaba en la Cataluña de principios del siglo XX, y que a la vez venía heredada de la música wagneriana; es decir, una obra sin pausas, concebida como un continuum sin solución de continuidad. Por tanto, Marianela carece de números ni escenas. 
El elemento primordial que reluce en la obra es el protagonismo de bellas melodías en la que los intérpretes deben recurrir a grandes habilidades en el canto agudo. A pesar de que se trata de una ópera con recursos muy personales del propio compositor, el tratamiento de los elementos estructurales permanecen unidos al sistema operístico tradicional que había impuesto la ópera española, dejando de la lado la idea de las melodías infinitas románticas y utilizando un sutil carácter recitado y arioso.
Jaime Pahissa contaba con grandes competidores en la lírica española, pues en el mismo año del estreno de Marianela también se estrenaba la mítica zarzuela de Amadeo Vives, Doña Francisquita. Esta obra inició un proceso creativo dentro de la música lírica española conocido como la zarzuela restaurada; un nuevo estilo de composición basado en la belleza melódica. En este periodo podemos destacar grandes aportaciones al género de Francisco Alonso, Jacinto Guerrero, Pablo Solozábal o Federico Moreno Torraba. La obra de Pahissa no se quedaba atrás, pues la melodía propia, la utilización de temas populares preexistentes suprimiendo el significado nacional de la música siendo utilizado por la riqueza melódica, que hacen que la obra del compositor catalán se sitúe entre una de las grandes obras líricas de valor universal. El uso de la música popular no pasó desapercibido, pues la crítica nacionalista no perdonó que Pahissa utilizara las canciones populares con mero fin melódico, pues estas iban ligadas de un significado representativo. Tampoco perdonaron el uso del castellano en la música y por tratar un tema no catalán. Sea como fuere, algunos críticos trataban de desmentir el principio de identificación usada por los modelos nacionalistas de principios del siglo XX. Pahissa buscaba sobrepasar los límites del nacionalismo impuestos por la lírica española y buscar una música con un sentido más global, por ello trató de europeizar la música catalana con la búsqueda de un lenguaje universal. Otro de los elementos importantes a destacar en el estilo de la obra es el tratamiento del texto en relación con la música, Pahissa trató de alcanzar la simbiosis perfecta entre texto y música con el fin de adaptarla al nuevo lenguaje melódico movido por la libertad formal subordinada al desarrollo poético de la obra, es decir, tratar de buscar en la música un sentido más intelectual que sensual.
Marianela está compuesta por un sinfonista deudor de la obra del postromanticismo de Debussy y Strauss que cree en una música pura, en la que el uso de los instrumentos está por encima del resto de las músicas. Es por esto por lo que en muchas ocasiones el protagonismo sonoro se debate entre el escenario y el foso, ya que los números orquestales son esenciales para el devenir musical. Otro aspecto a valorar en Marinela es el característico uso de la armonía y la modulación. Pahissa no estaba considerado como uno de los grandes sinfonistas, sino que también era uno de los compositores más atrevidos y experimentadores del momento. En muchas de sus obras se pueden apreciar diferentes elementos de las vanguardias imperantes en el siglo XX combinados con algunos recursos propios de nueva creación, así se evitaba la tentación de caer en la imitación. Pahissa es de los primeros compositores españoles que se adentra en el mundo expresionista, e incluso en los sistemas dodecafónicos desarrollados por Arnold Schönberg. Experimenta en torno a las texturas polifónicas con el uso de constantes disonancias, algo que le lleva a la creación de una nueva técnica compositiva conocida como la intertonalidad. Este es un modo de trabajar las disonancias desde el punto de vista de la expresión artística. Así pues, Marianela está llena de experimentos y novedades basadas en resoluciones armónicas desconocidas. No cabe duda de que la armonía también es uno de los mayores atractivos de la ópera.

## Argumento

### Acto I
La escena representa un solar en las inmediaciones de Socartes. Este solar da entrada a la huerta de la heredad de los Penáguilas, en cuya hacienda viven el Patriarca de Aldecorba y su hijo Pablo, ciego de nacimiento. Con estos vive Marianela, una chiquilla de feo rostro pero de hermosa alma.
Al descorrerse el telón, sale, andando a tientas en la oscuridad en que la que vive el pobre Pablo, escuchando la deleite voz de su lazarillo. Entonces Marianela canta una bella canción. Marianela aparece cantando y toma de la mano a Pablo para dar el paseo diario. El Patriarca recomienda a su hijo que no se aleje mucho de casa. Cuando Pablo y Marianela se marchan, el Patriarca se retrotrae de dolor ante la injusta suerte con la que ha nacido su hijo, que le  ha privado de ver las flores de sus jardines y los frutos de su huerta. Aparecen en escena los cotidianos mineros y los chiquillos que vuelven de trabajar, formando un coro a la voz de Mariúca, que se queja de lo pesado que es el trabajo en el fondo de la mina. Teodoro Golfín, el médico, le comenta al Patriarca que acaba de cruzarse con su hijo y le dice que es posible que pueda devolverle la vista al pobre ciego. Pablo vuelve del paseo acompañado de su lazarillo, Marianela coge flores para el niño y el pobre infeliz las acaricia como si las estuviera escuchando, ya que no puede verlas. El Patriarca reaparece con la noticia de que el doctor verá a Pablo, asegurando de que podrá devolverle la vista. A esto, Pablo se marcha con su padre lleno de esperanza con aquella revelación, mientras Marianela se queda llorando en medio de la escena. 

### Acto II
En una espaciosa sala de la casa del Patriarca, aparece Marianela, el hermano del Patriarca y la hija de este, Florentina. Es el día en al que van a decidir si la ciencia tiene recursos para volver la vista al pobre ciego. Marianela está allí porque ella es la primera a quien Pablo quiere ver en el caso de que se curase. Marianela le pide a la Virgen que devuelva la vista al pequeño Pablo, pero que también obre el milagro de hacerla a ella hermosa porque el único hombre que la quiere en la vida la ama porque no ha visto su rostro. Asustada por el temor que la produce la convicción de que su rostro pecoso y descolorido, y más con el contraste de la hermosura de Florentina, ha de producir una profunda decepción en su enamorado, que hasta entonces solo la ha visto con los ojos del alma. Marianela se siente forzada a escapar, pero cuando está decidida a ello, llegan todos. 
El médico va a descorrer la venda de los ojos de Pablo. Cuando el último pliegue del vendaje cae al suelo, Pablo da un grito de miedo y de alegría; en la que expresa la doble sensación de terror y gozo que le produce ver la claridad del Sol. Tras ir calmando sus emociones, Pablo ve un rostro de mujer hermosa y se excita pensando que es Marianela, pero el Patriarca, que en aquel momento no sospechaba que acababa de firmar una sentencia de muerte, dice que no es Marianela, sino su prima Florentina. Marianela da un grito de dolor supremo y echa a correr hacia la montaña. Pablo queda extasiado por la impresión que le ha producido la belleza de su prima, y pronunciando el nombre de Florentina parece entregarse a las nuevas sensaciones que le produce ver un bello rostro. Aparece el médico exponiendo un presagio de una tremenda injusticia en la que nadie va a ser culpable.

### Acto III
Las escenas se van desarrollando en el interior de la huerta de la casa de los Penáguilas. Marianela no aparece por ninguna parte. Pachín, el zagalillo, anda buscando a Marianela mientras Pablo se extasía al ver el color del arcoíris, hasta que de su sorpresa le acontece la algazara de los lugareños que acuden al niño para compartir la alegría de los señores. Cuando los últimos rumores de la fiesta se desvanecen, aparece Teodoro Golfín forcejeando a Marianela, a quien ha evitado que se matara. El doctor asegura que la traerá de vuelta con seguridad sin que Pablo la vea. Tal es el malestar de Marianela producido por el dolor de las emociones y la fiebre que acepta sin resistencia la ayuda de Florentina. Esta acoge a Marianela con amorosa solicitud y mientras la pobre, reposa en la vecina estancia, entre Pablo y su prima florece el amor. 
En el momento en el que Pablo declara su amor hacia su prima, Marianela los sorprende cuando iba a cruzar la escena para huir a donde nadie la vea. Al escuchar el coloquio de su enamorado, Marianela se queda petrificada. Florentina se percata de la presencia de Marianela, al mismo tiempo que aparece el médico y se da cuenta de que lo trágico es casi inevitable. Pablo se acerca a Marianela, y la tremenda revelación produce, con la desagradable sorpresa del que cuando era ciego la veía con los ojos del alma, tal afecto de dolor sin esperanza en la que fue su lazarillo inesperable, que el raquítico cuerpo de Marianela no resiste aquella sacudida, y el esfuerzo realizado ahora las últimas energías del espíritu. Marianela muere de pena: Los ojos que la vieron, la mataron...

## Números Musicales
La estructuración por escenas de la ópera responde a una propuesta del profesor Emilio Casares Rodicio para estudiar la partitura; pero en realidad no hay ni números ni escenas, solo actos.
| ACTO I     |                                                                               | |
| ---------- | ----------------------------------------------------------------------------- | --- |
| Escena I   | Trío de Marianela, Pablo y el Patriarca                                       | Todas las flores del campo, ¡Nela!, en la huerta estoy/ ¿Vienes contenta...? |
| Escena II  | El Patriarca                                                                  | ¿Por qué, Dios Santo, ven mis ojos...? |
| Escena III | Ramón, el Patriarca, Gasparuco y Coro interior                                | Dios guarda al Patriarca/ Así que amanece el día |
| Escena IV  | Mariuca y Coro                                                                | El trabajo de las minas es muy penoso |
| Escena V   | Dúo del Patriarca y Teodoro Golfín                                            | Calma melancólica de la tarde/ Soy el hermano del ingeniero de las minas |
| Escena VI  | Interludio, Coro lejano y dúo de Pablo y Marianela                            | ¡Ah...!/ ¿Es de noche, Nela?/ ¿Es verdad que existís, estrellas?/ Florecitas, si os arranco...                                                                                   |
| Escena VII | Patriarca, Pablo y Marianela                                                  | ¿Pablo, estás aquí ya?/ Lágrimas que voy vertiendo... |
| ACTO II    |                                                                               | |
| Escena I   | El Patriarca, su hermano y Florentina                                         | Con todo el corazón os agradezco |
| Escena II  | Preludio y aria de Marianela                                                  | ¡Madre de Dios piadosa! / ¡Cieguecito de mi alma! ¡Como yo, nadie te quiere! |
| Escena III | Concertante del Patriarca, Marianela, Florentina, Pablo, Teodoro y el hermano | Ven Pablo, que Dios haya acogido mi oración / ¡Oh, no! ¡Qué abismo habéis abierto delante de mí!                                                                                 |
| Escena IV  | El Patriarca, Teodoro, Pablo, el hermano y Florentina                         | ¡Es tu prima Florentina!.. |
| ACTO III   |                                                                               | |
| Escena I   | Aria de Pablo y Pachín                                                        | ¡Gracias, Señor de los cielos…! / ¡Oh, maravilla singular! |
| Escena II  | Baile del Patriarca, Pablo, coro y Pedrillo                                   | ¿Oyes, Pablo? / ¡Viva, que viva el Patriarca que al pobre compadece! / ¡Vale ver el mar y el cielo…!                                                                             |
| Escena III | Dúo de Teodoro y Marianela                                                    | ¿Ves como no hay nadie? / ¿Porqué te escapaste y quisiste matarte? / ¡Oh, sí! Yo quiero tanto a Pablo. ¡Más que los ángeles el cielo! / Desde este momento yo te hago mi esclava |
| Escena IV  | Marianela, Florentina y Teodoro                                               | ¡La señorita Florentina! / ¡Oh, caridascena V |
| Escena V   | Dúo de Florentina y Pablo                                                     | Adiós. ¿Por qué me huía esta criatura? / ¡Pobre criatura su vida toda es ficción!                                                                                                |
| Final      | Pablo, Teodoro, Florentina y Marianela                                        | ¿Qué? ¿Quién? / ¡Dios Todopoderoso! ¡La mataron mis ojos! |

## Personajes
- Marianela (soprano), Carlota Dahmen
- Florentina (soprano), Conchita Velázquez
- Pablo (tenor), Joan Nadal Martínez
- Teodoro Golfín (barítono), Celestino Sarobe
- El Patriarca de Aldeacorba (bajo), Gabriel Olaizola
- Su hermano y padre de Florentina (barítono), Sr. Frau
- Mariúca (soprano) Alexina Zanardi
- Pachín (zagalillo), Sr. Gallofre
- Mineros
- Pueblerinos[6]

## Anexos
- Escenografía del estreno de Marianela en el Gran Teatro del Liceo de Barcelona en 1923
- Programa de mano del estreno de Marianela en el Gran Teatro del Liceo de Barcelona en 1923
- Viaje por la Zarzuela con Óliver Díaz, Adriana Gonález, ALlejandro Roy y María José Suárez
- Rueda de prensa de la presentación de Marianela en el Teatro de la Zarzuela, temporada 2020-2021
- Conferencia de Emilio Casares Rodicio, Marianela, Teatro de la Zarzuela, temporada 2020-2021
- Nota  sobre la puesta en escena de “Marianela” en el Liceo el 19 de junio de 1929 (“La Vanguardia”, 20 de juny de 1929).

- Datos: Q109316202